# MiXXXtape III: Смутное время
«miXXXtape III: Смутное время» — третий микстейп российского рэп-исполнителя Oxxxymiron, выпущенный 12 ноября 2021 года в цифровом формате. Релиз представляет собой микстейп — сборник ранее выпущенных песен, — содержащий работы, записанные в период с 2014 по 2021 год. Выход альбома сопровождался рекламной кампанией при поддержке сервиса «СберЗвук»: в девяти российских городах были установлены билборды с надписью — «Когда альбом». «Смутное время» стал частью пиар-кампании третьего студийного альбома Оксимирона «Красота и уродство», изданного 1 декабря 2021 года.
«Смутное время» содержит 36 композиций, большинство из которых ранее уже публиковались, а некоторые из треков являются вырезанными куплетами из совместных песен с другими исполнителями. Из нового материала в альбом вошли четыре песни: «Цунами», «Организация», «Мох» и «Колесо», две из которых ранее вышли в качестве синглов, а на первые три были сняты музыкальные клипы. Девятиминутный сингл «Кто убил Марка?», предшествовавший выходу «Смутного времени», в плейлист альбома не вошёл.
Выход микстейпа вызвал в основном негативную реакцию как профильных журналистов, так и поклонников артиста. Многие выразили негодование, что пиар-кампания, намекавшая на выпуск третьего студийного альбома Оксимирона, на самом деле отсылала к сборнику из старых работ. Тем не менее, немногочисленный новый материал, вошедший в микстейп, в большинстве своём был встречен положительно. Альбому удалось достичь второй строчки в чарте Apple Music и набрать более 1 миллиона прослушиваний во «ВКонтакте» за несколько часов с момента выхода.

## Создание и релиз

### Предыстория
На скорый выход нового материала Оксимирона в разное время намекали рэперы Loqiemean и Грязный Рамирес. Первый 31 октября 2021 выложил у себя на странице в Твиттер пост, в котором процитировал строчку одного из треков Оксимирона с подписью «ждём, давай, мужик, легчайшего тебе камбэка»; второй, в свою очередь, более однозначно намекнул на выход нового альбома: «В этом году трек с Мироном. Всё зависит от того, когда он выпустит свой альбом». Намёки оставлял и сам Oxxxymiron в своём совместном треке с Рудбоем (бывшим бэк-MC Мирона) «Сказка о потерянном времени», вышедшем в октябре 2021 года. При этом последняя полностью сольная работа Мирона Яновича, трек «Биполярочка», вышла ещё в 2017 году. После этого наступил так называемый «период молчания» — появления Мирона в инфополе свелись к минимуму, а полноценные сольные треки уступили место редким гостевым появлениям на треках других артистов: например, совместная с рэпером Markul композиция «Fata Morgana», релиз которой состоялся 21 сентября 2017 года. Также Oxxxymiron продолжал состязаться в рэп-баттлах: он участвовал в 17-м Независимом баттле, в рамках которого написал четыре трека, однако после прохода в пятый раунд отказался от дальнейшего продолжения борьбы:
Уважаемые, не ждите трек на 5 раунд баттла, хочу потратить время на другое. От баттла я уже получил главное — выход из ступора. Спасибо всем, кто имел к этому отношение, надеюсь, и я вам чем-то помог. Двигаюсь дальше.
Какое-то время Мирон Фёдоров посвятил себя работе над лейблом Booking Machine: став его руководителем, он подписал на лейбл множество молодых рэперов (Thomas Mraz, Loqiemean, Tveth, Jeembo, May Wave$), но больших высот на посту руководителя ему добиться не удалось — в 2019 он ушел с поста CEO, а уже спустя год вслед за Мироном лейбл покинули все ключевые артисты.
Спустя четыре года после релиза «Биполярочки» (и спустя шесть лет после выхода «Горгорода»), 1 ноября 2021 года, был выпущен девятиминутный сингл «Кто убил Марка?» и клип на него. В его титрах можно заметить изображение, на котором слушатели увидели слова «Смутное время» и предположили, что в ближайшее время рэпер выпустит новый альбом с таким названием. Также фрагмент этого изображения появился на промо-сайте «когда-альбом.рф» и на аватарке артиста в социальных сетях Твиттер и Инстаграм. Помимо этого, Оксимирон очистил свой аккаунт Инстаграм, удалив оттуда все фото и отписавшись от всех пользователей (кроме рэпера Mufasah). В Твиттере артист закрепил собственный твит от 2018 года, в котором была процитирована фраза Гэндальфа из романа «Две крепости», второй части трилогии «Властелин колец» Джона Толкина: «Жди меня с первым лучом солнца. Я приду на пятый день, с Востока». Слушатели предположили, что датой релиза новой пластинки будет 5 ноября 2021 года, однако в этот день был выпущен не альбом, а сингл «Цунами». В СМИ появилась информация о том, что ожидаемую работу выложат на стриминговые сервисы 12 ноября 2021 года. Данное предположение оказалось верным: новый альбом, оказавшийся третьим по счёту микстейпом Оксимирона, увидел свет 12 ноября. Одновременно с релизом на музыкальных стриминговых площадках рэпер в своём Телеграм-канале выложил микстейп в свободный доступ, а на свой YouTube-канал загрузил часовое видео-плейлист.

### Рекламная кампания

Один из баннеров с надписью «Когда альбом»

В связи с выходом альбома при поддержке сервиса «СберЗвук» была запущена рекламная кампания «Когда альбом» — в сети появился сайт с логотипом, который соответствует профилю исполнителя в Инстаграм, и карта с локациями разных городов. На указанных на сайте локациях находились постеры и билборды с надписью «Когда альбом». Всего в акции участвовало девять городов: Москва, Санкт-Петербург, Екатеринбург, Воронеж, Казань, Краснодар, Ростов-на-Дону, Самара и Нижний Новгород. Параллельно с пиар-кампанией «СберЗвука» Оксимирон в своём Телеграм-канале опубликовал тизеры клипа на трек «Кто убил Марка?». 8 ноября произошла утечка даты выхода альбома: паблик в социальной сети «ВКонтакте» под названием «Грайм Зоопарк» выложил рекламный пост, в котором датой релиза «Смутного времени» было указано 12 ноября. Позже запись была удалена. В комментарии сайту The Flow администратор паблика Андрей Климов рассказал, что «Грайм Зоопарк» сотрудничает со «СберЗвуком» в качестве рекламной площадки, а также раскрыл подробности ситуации: «Мы отправили им текст для рекламы, они его утвердили. Через день они написали нам, что пост нужно удалить». Галина Иванова из издания SRSLY подвергла сомнению случайность «слива», намекая что произошедшее могло быть заранее спланированным пиар-ходом. После выхода микстейпа ограниченным тиражом вышел тематический мерчандайз с логотипом «Смутного времени». 22 ноября состоялся анонс следующего студийного альбома, «Красота и уродство», релиз которого был намечен на 1 декабря 2021 года; по этому поводу генеральный директор «СберЗвука» Михаил Ильичев дал свой комментарий относительно пиар-кампании:
Мы считаем, что музыка должна быть доступна и открыта для каждого, вне зависимости от того, каким музыкальным сервисом пользуется человек. Эксклюзив — необязательная опция при наличии мощного промо, и в случае релизов крупных артистов, давно изжил себя как полезный формат. Мы рады возможности поддержать возвращение знакового артиста и сотрудничать с его командой.
Как и в случае со «Смутным временем», «Красота и уродство» рекламировался сообщением на билбордах в аналогичных девяти городах, появившемся 22 ноября, но на этот раз текст рекламы содержал в себе дату выхода будущего альбома и логотип «СберЗвука».

### Синглы и видеоклипы
На три новых трека с альбома были сняты музыкальные клипы, два из которых вышли до релиза «Смутного времени». Первым состоялся выход песни и клипа «Цунами» 5 ноября 2021 года. Инструментал к «Цунами» был записан тверской рок-группой «Пионерлагерь Пыльная Радуга», в симпатии к которой рэпер признавался в баттле с ST. Ранее Мирон уже сотрудничал с группой — он появлялся на выступлениях «ППР», в том числе совместно исполнив песню «Дегенеративное искусство», которая в свою очередь была создана под впечатлением от одноимённого трека Оксимирона и Шокка, а также снялся в их клипе на песню «Безумное Злобное Вечное». Так как музыка была написана рок-группой, звучание трека вышло соответствующим: Оксимирон читает под «сырой» гранж с атональным риффом. С подобным приёмом, в котором рэп совмещается с рок-музыкой, ранее экспериментировали другие русскоязычные рэперы, среди которых Хаски и Loqiemean. При этом сам Oxxxymiron чередует речитатив с пением. Некоторые журналисты находили звучание «Цунами» схожим с творчеством Егора Летова. Текст песни рассказывает о безуспешных попытках лирического героя встроиться в общество и жить по правилам, а также абстрактно поданную рефлексию Оксимирона о событиях последних лет его жизни. Само же музыкальное видео было снято режиссёрами Алексеем Суховым и Ашотом Мефодиным и представляет собой анимационную историю антропоморфной ящерицы, пытающейся социализироваться и стать полноценным человеком и членом общества. Меньше чем за сутки клип набрал 1,24 миллионов просмотров, а по состоянию на 29 ноября 2021 число просмотров составило более 3 миллионов. Также как и в случае с музыкальным клипом на «Кто убил Марка?», в конце видео появляется изображение обложки «Смутного времени». 17 ноября «Пионерлагерь Пыльная Радуга» анонсировали выход совместного трека с Оксимироном, по предположению СМИ являющегося альтернативной версией «Цунами».
Вторым синглом стала песня «Организация», вышедшая 8 ноября 2021. Аранжировка «Организации» была создана московским саунд-продюсером Claude Money, с которым Oxxxymiron уже работал над треками «Konstrukt» (девятиминутный сингл с участием артистов лейбла Booking Machine) и «Reality» (трек участников команды «Злые голуби» с рэп-батлла Fresh Blood 4) — куплеты Оксимирона с данных треков также вошли в плейлист «Смутного времени». Звучание «Организации» сильно отличается от предыдущего сингла — если инструментал «Цунами» был выдержан в жанре рока, то мелодия «Организации» — это меланхоличный бит, «печальный и почти невесомый». Тему текста Oxxxymiron посвятил неравнодушным и смелым людям, тем кому «не по пути с режимом». Он сравнивает их с «запрещёнными организациями» и называет тайным братством, при этом используя образы теории заговора. Редакция портала Rap.ru посчитала, что «Организация» может содержать политический контекст: «при желании в песне <…> можно найти параллели с нашей реальностью». Также звучали мнения, что в «Организации» Oxxxymiron обращается к политической повестке: по мнению слушателей в тексте песни артист отсылается к делу «Нового величия». Дмитрий Ханчин из DTF назвал трек своеобразной «инверсией старого хита „Переплетено“». Режиссёром музыкального клипа на сингл выступил Тим ROHO, также снявший клип на «Кто убил Марка?». В клипе Oxxxymiron зачитывает трек находясь за стеклянной стеной, разрисованной различными узорами и расписанной строчками из песни. По состоянию на 29 ноября 2021 года «Организация» набрала более 5 миллионов просмотров на YouTube.
Уже после релиза «Смутного времени» состоялся выход третьего клипа — на песню «Мох», открывающую альбом. В тексте песни Oxxxymiron разбирает события последних пяти лет своей жизни, отсылая к 36 трекам «Смутного времени», сравнивает себя с вековым мхом, который всех переживет, называет себя одним из главных рэперов современности, оставаясь актуальным «даже находясь в тени», а также извиняется перед слушателями за любовь к «показному самобичеванию». Музыкальное видео было снято режиссёром Артуром Толстобровым и разделено на два сегмента: первый представляет собой анимационный коллаж, в котором используются образы медуз, мха, японского сада и космоса; второй содержит психоделическую трёхмерную анимацию. По состоянию на 29 ноября 2021 года «Мох» набрал чуть менее 2 миллионов просмотров.

### Концепция
«Смутное время» является альбомом-сборником (микстейпом) и содержит песни, записанные Оксимироном в 2014—2021 годах. До этого Oxxxymiron уже издавал микстейпы: первый, «miXXXtape I», вышел в 2012 году, релиз второго, «miXXXtape II: Долгий путь домой», состоялся в 2013 году. Изначально термин «микстейп» появился для обозначения альбомов с более «попустительским» отношением к формированию треклиста: так, артист мог позволить себе взять инструментал из чужого трека и наложить на него свой вокал или воспользоваться нелицензированной музыкой. Как правило, из-за таких нюансов микстейпы издавались полулегально. Несмотря на то, что со временем изначальная суть микстейпа перестала быть актуальной, «Смутное время» Оксимирона максимально близка именно к первоначальной концепции микстейпа: по большей части альбом состоит из старого материала. Помимо старых треков, вроде синглов «Город под подошвой» (записанного и выпущенного в 2015 году в качестве промо к концертному туру в поддержку «Горгорода») и «Лондонград» (ставший саундтреком к одноимённому сериалу, снятому Михаилом Идовым по мотивам приключений рэпера в Лондоне), альбом содержит в себе отрывки и куплеты Оксимирона из совместных треков с другими артистами («Fata Morgana»), его раунды с 17-го Независимого онлайн-баттла, парты из совместных треков Booking Machine и проекта «Версуса» «Война стилей», а также его стих-монолог о том, «что такое империя», записанный для рекламы Reebok.
Четыре новые песни — «Мох», «Цунами», «Организация» и «Колесо» — были записаны в период с 2020 по 2021 год. Клип на песню «Мох», вышедший самым последним из всех музыкальных видео, создавался первым: работа над ним началась в декабре 2020 года. Клипы на треки «Цунами» и «Организация» снимались в августе 2021 года. По словам рэпера, при создании видео он вдохновлялся картинами английского художника-экспрессиониста Фрэнсиса Бэкона. В выпущенном 19 ноября документальном видео, рассказывающем о создании клипов на треки со «Смутного времени», Оксимирон поведал о своём творческом пути, признавшись, что некоторое время не мог писать песни, однако в конечном счёте ему удалось справиться с творческим кризисом: «подавляющую часть того времени я не мог писать, но, как это часто бывает, потом прорвало, и теперь я едва успеваю записывать». Сингл «Кто убил Марка?», предшествовавший выходу «Смутного времени», не был включён в плейлист альбома.

## Список композиций
Альбом содержит 36 композиций.
| №                   | Название                      | Продюсер                    | Длительность |
| ------------------- | ----------------------------- | --------------------------- | ------------ |
| 1.                  | «Мох»                         | Porchy                      | 2:06         |
| 2.                  | «Погружение»                  | RIPBEAT                     | 2:21         |
| 3.                  | «Flashback»                   | Porchy                      | 1:03         |
| 4.                  | «Reality»                     | Viramaina & Claude Money    | 1:31         |
| 5.                  | «Konstrukt»                   | Viramaina & Claude Money    | 1:33         |
| 6.                  | «Мне скучно жить»             | Рома Англичанин             | 1:02         |
| 7.                  | «Что такое империя»           | Reebok Classic              | 1:35         |
| 8.                  | «Imperial»                    | Silins Beats                | 1:18         |
| 9.                  | «Биполярочка»                 | BluntCath                   | 2:24         |
| 10.                 | «Северная страна»             | 25/17                       | 0:54         |
| 11.                 | «В долгий путь»               | Jura Kez                    | 0:45         |
| 12.                 | «Athens»                      | Loqiemean                   | 1:02         |
| 13.                 | «Пора возвращаться домой»     | Би-2                        | 1:27         |
| 14.                 | «STRUGGLES»                   | Claude Money                | 0:50         |
| 15.                 | «BACK 2 GRIME»                | LDMA                        | 0:43         |
| 16.                 | «HPL»                         | Simple                      | 1:34         |
| 17.                 | «Stereocoma»                  | RB                          | 1:21         |
| 18.                 | «Дежавю»                      | BluntCath                   | 1:37         |
| 19.                 | «Лондонград»                  | Mr. Marcus                  | 3:28         |
| 20.                 | «Цунами»                      | Пионерлагерь Пыльная Радуга | 2:43         |
| 21.                 | «Ветер Перемен»               | Porchy                      | 1:08         |
| 22.                 | «Tabasco»                     | OT BEATZ                    | 0:57         |
| 23.                 | «Fata Morgana»                | Porchy & Kontrabandz        | 0:39         |
| 24.                 | «Дело нескольких минут»       | Anywaywell & LDMA           | 5:41         |
| 25.                 | «Машина прогресса»            | RIPBEAT                     | 1:11         |
| 26.                 | «Сказка о потерянном времени» | Danny Zuckerman             | 1:36         |
| 27.                 | «В книге все было по-другому» | stereoRYZE                  | 5:52         |
| 28.                 | «Под дождём»                  | Blut Own                    | 1:56         |
| 29.                 | «Aghori»                      | SuperSonic                  | 0:42         |
| 30.                 | «Горсвет»                     | Lunar vision                | 1:19         |
| 31.                 | «Город под подошвой»          | Scady                       | 3:49         |
| 32.                 | «Earth Burns»                 | Sane Beats                  | 1:29         |
| 33.                 | «Бездыханным»                 | Codeine Boy                 | 0:56         |
| 34.                 | «Безумие»                     | Lil Smooky                  | 1:01         |
| 35.                 | «Организация»                 | Claude Money                | 3:21         |
| 36.                 | «Колесо»                      | LOSTSVUND & Flatdelishes    | 2:23         |
| Общая длительность: | Общая длительность:           | Общая длительность:         | 1:05:27      |

## Восприятие
После выхода альбома поклонники Оксимирона и профильные журналисты выразили негодование тем фактом, что «Смутное время» оказался третьим микстейпом из 36 треков, содержащим в большинстве своём старый материал, за исключением нескольких песен. Сайт Meduza прокомментировал релиз следующим образом: «Новый альбом Оксимирона оказался сборником старых песен. В миллионный раз послушайте „Город под подошвой“ прямо сейчас», издание «Афиша Daily» процитировало один из комментариев в Твиттере: «Послушали микстейп ещё до выхода», а в DTF подытожили выход микстейпа словами: «Выпуск уже известного, местами навязшего на зубах материала — разочаровывающий ход от артиста, который не радовал полноценными альбомами уже шесть лет». По этой причине фанаты артиста предположили, что после микстейпа должен будет выйти «настоящий альбом». По мнению креативного продюсера издания The City Дмитрия А. Быкова релиз сингла «Кто убил Марка?» не только снова напомнил людям о существовании Оксимирона, но и существенно завысил ожидания от будущего альбома: «все искали намёков на дату релиза — и бросались обсуждать каждый новый трек», — комментирует Быков. Он заявил, что выпуск микстейпа со старым материалом вместо полноценного альбома являлся продуманным пиар-ходом, сделанным с целью снизить уровень ожидания и вновь удивить поклонников, выпустив альбом в тот момент, когда его уже перестали ждать. Подытоживает Быков словами: «всё, что происходит, просто хитрый план, игра незаурядного ума». Музыкальный критик Олег Кармунин в материале «Комсомольской правды» придерживался противоположного мнения, посчитав что выход «Смутного времени» оказался пиар-провалом. «Зачем это делать сейчас, когда все старые песни круглосуточно доступны в интернете — бог знает», — резюмирует Кармунин. Сергей Мезенов, музыкальный критик издания «Кольта», отметил, что хоть концептуально идея собрать сборник старых работ в качестве пройденного рубежа имеет право на существование, однако «склеивая собственные куплеты <…> в бесконечную общую колбасу, Фёдоров окончательно забивает на логику построения трека как музыкального переживания, внутри которого эти куплеты должны исполнять какую-то собственную роль, так или иначе связанную со всем остальным». Из-за хаотичности звучания и несвязности треков между собой, «Смутное время» превращается, по мнению Мезенова, в «парад самолюбования». Сам Мирон Фёдоров признавался, что ожидал негативную реакцию:
Я предвижу волну хейта, когда микстейп окажется сборником старых треков. Но, с другой стороны, они [фанаты] получат четыре новых клипа. Тем более что куча нового материала будет выходить уже в следующем году.
Несмотря на в целом негативное принятие микстейпа, некоторые критики приняли релиз благосклонно. Более положительную реакцию на новые треки выразил Дмитрий Ханчин с сайта DTF, посчитавший что «Цунами» и «Организация» (как и не вошедший в альбом сингл «Кто убил Марка?») хорошо показывают «насколько вырос над собой Оксимирон за годы молчания: вместо былой бравады — самокопание, вместо выдумывания миров — осмысление окружающей реальности, вместо диссов на других — диссы на самого себя». В отличие от большинства других журналистов, Владимир Завьялов и Николай Овчинников из «Афиша Daily» назвали выпуск старого материала «нормальным и логичным» решением. Завьялов и Овчинников обратили внимание, что из-за долгого ожидания третьего студийного альбома Оксимирона в среде его поклонников родилась фраза «Когда альбом?», ставшая мемом. В конечном итоге это привело к обвинениям в «молчании», однако, как отмечают Завьялов и Овчинников, на деле «молчания» как такового не было: в микстейп вошло 36 треков, которые были выпущены ранее в формате синглов. По мнению журналистов, выпусти Oxxxymiron эти композиции в составе полноформатного альбома «риторики в духе „молчит и ничего не делает“ не было бы». По итогу «Смутное время» похвалили за то, что он проводит «ревизию творчества» и «даёт старым куплетам и трекам новое внимание», хоть вырезанные куплеты из совместных треков, по мнению авторов, заслуживали «лучшей участи». Подытоживая, Завьялов и Овчинников делают вывод, что несмотря на тенденции среди артистов выпускать творчество преимущественно синглами, «Смутное время» — это «напоминание о том, что даже в эпоху экономического диктата синглов большие релизы всё равно нужны». Обозреватель «Новой Газеты» Ян Шенкман заявил, что «Оксимирон, как всякий эгоцентрик, обожает говорить о себе», однако на деле артисту нечего сказать. По мнению Шенкмана, действительно интересная композиция у Оксимирона получается там, где он меньше всего рассуждает о своём исполнительском профессионализме. Так, самым лучшим треком «Смутного времени» была названа «Цунами», не похожая не только на привычное творчество рэпера, но и на рэп как таковой, а более близкая к альтернативному року с элементами гранжа и панка. Отдельной похвалы удостоился текст композиции о тщетности попыток современного обывателя обустроить свою жизнь, который Шенкман назвал «совершенно поразительным». Не менее положительной оценки удостоился трек «Организация». Обозреватель отметил мягкую, мелодичную музыку и глубокий по смысловому содержанию посыл песни о непринятии тех, кто обладает критическим мышлением. Заканчивая рецензию, Шенкман констатировал что хоть новых песен в альбоме не так много, «но они сильные, а главное — не банальные», и что остальные, старые, композиции на их фоне выглядят «довольно глупо, как бессмысленное позёрство».
Высказался по поводу релиза и рэпер Олег «Kizaru» Нечипоренко в онлайн-трансляции во «ВКонтакте», проведённой совместно с Егором «Big Baby Tape» Ракитиным в честь выхода их совместного альбома Bandana I. По его мнению подход Оксимирона к музыке сильно устарел: «Его панчлайны какие-то завёрнутые. Там надо подсмысл какой-то искать, а это никому не надо». Big Baby Tape ответил на вопросы по поводу конкуренции их альбома с ещё не вышедшим на тот момент «Смутным временем», высказав уверенность, что никому ещё долгое время не удастся превзойти их Bandana I. Предположение Егора сбылось: несмотря на то что «Смутное время» смогло занять второе место в российском чарте Apple Music, а также набрать более 1 миллиона прослушиваний в социальной сети «ВКонтакте» за несколько часов с момента выхода, альбому так и не удалось сместить с первой строчки Bandana I. На момент анонса «Красоты и уродства», «Смутное время» всё ещё входило в топ-5 чарта Apple Music (однако в течение дня спало до шестой позиции), а количество прослушиваний во «ВКонтакте» достигло 6 миллионов.